# Refrain

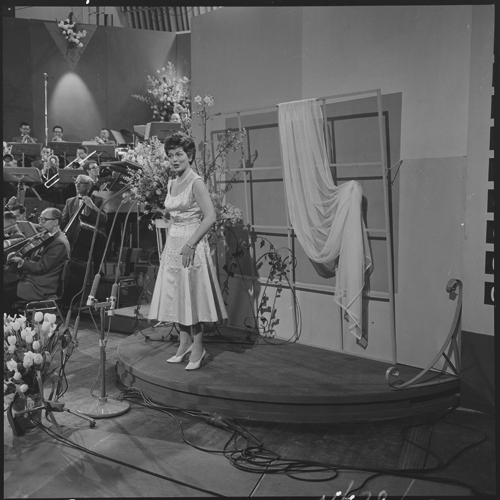
Lys Assia, intérprete de la canción, durante el Festival de la Canción de Eurovisión 1958.

«Refrain» —[ʁə.fʁɛ̃]; en español: «Estribillo»; originalmente titulada «Refrains»— es una canción compuesta por Géo Voumard e interpretada en francés por Lys Assia. Fue elegida para representar a Suiza en el Festival de la Canción de Eurovisión de 1956 tras ganar la final nacional suiza en 1956. Se declaró ganadora de esa edición, convirtiéndose en la primera ganadora del festival.

## Festival de Eurovisión

### Final nacional
Esta canción participó en la final nacional para elegir al representante suizo del primer Festival de la Canción de Eurovisión de 1956, celebrada el 28 de abril de ese año. Finalmente, las canciones «Das alte Karussell» y «Refrains» se declararon ganadoras de la gala.

### Festival de la Canción de Eurovisión 1956
Esta canción fue la representación suiza en el Festival de Eurovisión 1956, y la segunda canción del país en el festival. La orquesta fue dirigida por Fernando Paggi. Lys Assia fue acompañada por el quinteto vocal «Radiosa» en su interpretación.
La canción fue interpretada 9ª en la noche del 24 de mayo de 1956 por Assia, precedida por los Países Bajos con Corry Brokken interpretando «Voorgoed voorbij» y seguida por Bélgica con Mony Marc interpretando «Le plus beau jour de ma vie». Finalmente, la canción fue anunciada ganadora. En esta edición no se revelaron los resultados de las votaciones, por lo que solo se conoce la canción ganadora. Al saberse ganadora y tener que interpretar una vez más su canción ganadora, Lys Assia se emocionó en la primera estrofa y no pudo continuar, con lo que la orquesta tuvo que volver a empezar, con las disculpas de la cantante.
Lys Assia volvería a representar al país en 1957 con la canción «L'enfant que j'étais», y en 1958 con «Giorgio».
Fue sucedida como representación suiza en el Festival de 1957 por ella misma con «L'enfant que j'étais», y como ganadora por Corry Brokken con «Net als toen».

## Letra
La canción es del estilo chanson, popular en los primeros años del Festival de Eurovisión, y llevando un ritmo de bolero. En esta, lamenta los amores perdidos de la «adolescencia» de la cantante (la versión original francesa dice «de mes vingt ans», que se traduce literalmente «de mis veinte años»).